# Vuren
Pour l’article homonyme, voir Alard de Vuren.
Vuren est un village situé dans la commune néerlandaise de West Betuwe, dans la province de Gueldre. Le 1er janvier 2006, le village comptait 2 110 habitants.
Le 1er janvier 1986, les communes d'Asperen, Heukelum et Herwijnen sont rattachées à Vuren. Cette nouvelle commune est renommée Lingewaal l'année suivante.